# Bran mac Fáeláin
Bran mac Fáeláin (... – 838) fu re del Leinster.
Apparteneva agli Uí Dúnchada, ramo degli Uí Dúnlainge del Laigin, che aveva la sua sede Líamhain (Lyons Hill, sul confine Dublino-Kildare). Era nipote di Fínsnechta Cethardec mac Cellaig (morto nell'808) e pronipote di Cellach mac Dúnchada (morto nel 776), che erano entrambi stati re. Suo padre Fáelán (morto nell'804) era stato abate di Kildare. Bran regnò dall'835 all'838. Fu posto sul trono dal re supremo Niall Caille dei Cenél nEógain, che aveva invaso il Leinster. Durante il suo regno si ebbero diverse incursioni dei Vichinghi. Anche i figli di Bran, Muiredach mac Brain (morto nell'885) e Ruarc mac Brain (morto nell'862) regnarono sul Leinster.